# هاسر
هاسَر (در پهلوی: haasar، در اوستایی: hatra) یکای (واحد) طولی اوستایی برای اندازه‌گیری مسافت راه‌ها بوده است.
مقدار یک هاسر در دوره ساسانیان روشن نبود و آن را برابر یک فرسنگ یا کمتر از آن می‌دانستند. واحدهای طولی ایران باستان با فاصله‌های درون میدان‌های اسپریس مربوط بوده است و اسبدوانی از ورزش‌های اصلی ایرانیان به شمار می‌آمده است.
در اصل اوستایی خود، یک هاسر برابر درازای یک اسپریس بوده است که محتملاً حدود ۷۰۰ متر برآورد می‌شده است.